# جوناثان أنديرس
جوناثان أنديرس (25 يناير 1971 في المملكة المتحدة - ) (بالإنجليزية: Jonathan Anders)‏ هو لاعب كريكت بريطاني. لعب مع نادي مقاطعة شروبشاير للكريكت ‏.